# Командування ССО США «Центр»
Командування спеціальних операцій США «Центр» (англ. Special Operations Command Central) (SOCCENT) — одне з командувань сил спеціальних операцій США і головний орган військового управління для усіх формувань спецоперацій у зоні відповідальності Центрального Командування Збройних сил США, котре здійснює безпосереднє керівництво і застосування основних компонентів сил спеціальних операцій, що входять до її складу.

## Призначення
Командування ССО США «Центр» дислокується на території авіаційної бази Мак-Ділл у штаті Флорида, передовий командний пункт на постійній основі розташований на базі Повітряних сил Ель-Удейд у Катарі.
Командування веде активну діяльність, спрямовану на боротьбу з тероризмом у визначеній зоні відповідальності Центрального Командування Збройних сил США; воно із самого початку операції «Нескорена свобода» розпочало підготовку до дій на території Афганістану. 5 жовтня 2001 року на авіаційній базі Карші-Ханабад в Узбекистані була сформована Об'єднана оперативна група спеціальних операцій — Північ (англ. Joint Special Operations Task Force-North (JSOTFN), котра вже з 7 жовтня керувала бомбардуванням важливих об'єктів на території сусіднього Афганістану. Бойовий кістяк ударного угруповання спецоперацій становили бійці 5-ї групи ССО, відомої як оперативна група «Даггер». Тим часом, під керівництвом Командування «Центр» на півдні розгорталася оперативна група «K-BAR».
Активну роль відіграли сили спеціальних операцій у підготовці та на початковій фазі вторгнення 2003 року до Іраку. За значний внесок в успіх операцій в Афганістані та Іраку, Командування ССО США «Центр» було вшановане Нагородою за видатну єдність частини.

## Відео
- Special Operations Command Central — Documentary Films(англ.)